# Tagebuch einer Kammerzofe (Roman)

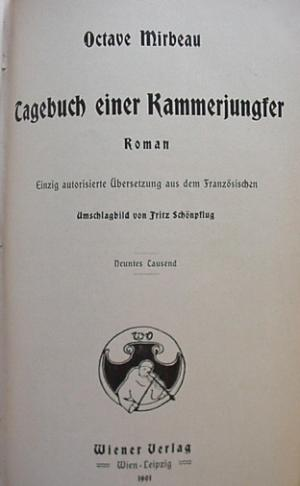
Tagebuch einer Kammerjungfer, Wiener Verlag, 1901

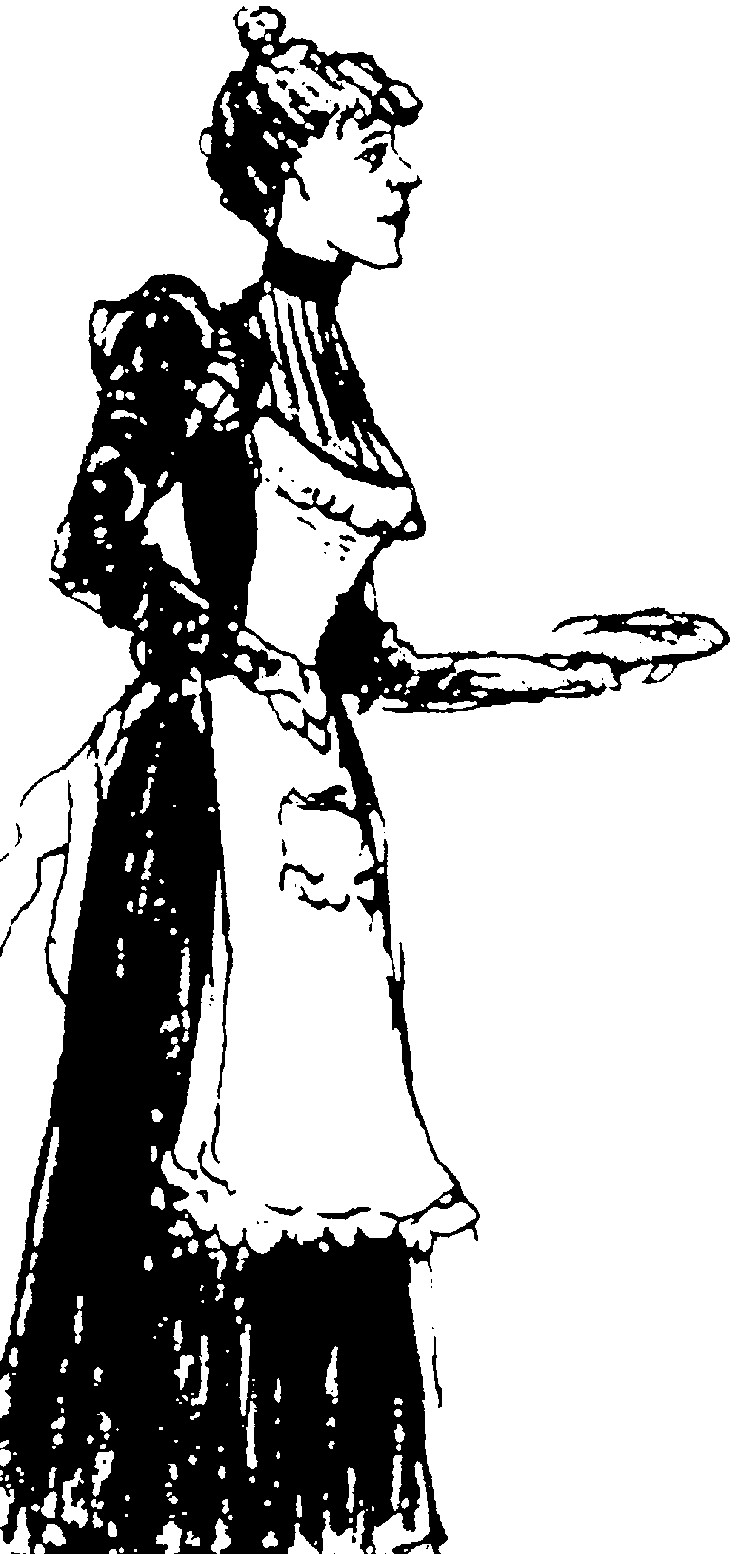
Octave Mirbeau, Célestine

Tagebuch einer Kammerzofe (Le Journal d’une femme de chambre) ist ein im Jahr 1900 erschienener und von Fritz Freund im Wiener Verlag verlegter satirischer Roman des französischen Schriftstellers Octave Mirbeau. Mit diesem Sittenroman begründete  Mirbeau seinen europäischen Ruf.

## Inhalt
Octave Mirbeau führt in die Welt der Dienstboten im Frankreich des Fin de siècle zur Zeit der Dreyfus-Affäre. Célestine, die Erzählerin, dient als Kammerzofe im großbürgerlichen Haus der Familie Lanlaire in der Normandie und beobachtet sehr genau; was Célestine in einer perversen Atmosphäre erlebt, wirft ein grelles Licht auf die Herrschaften. Sie verurteilt die Dienerschaft und Knechtschaft der modernen Zeiten und legt die negativen Seiten des Bürgertums offen. Am Ende gelingt dem Kammermädchen der Aufstieg ins Bürgertum, indem sie eine Ehe mit dem sadistischen und antisemitischen Gärtner Joseph eingeht, obwohl sie ahnt, dass er ein Kind vergewaltigt und getötet hat: 

„Joseph hat mich in der Gewalt wie ein Dämon. Ich würde vor nichts zurückschrecken, was er mir befiehlt, nicht einmal vor einem Verbrechen …“

In diesem pessimistischen Roman denunziert Mirbeau das verdorbene Großbürgertum und die verlogene Fassade der französischen Gesellschaft.
Ein Jahr nach der französischen Erstausgabe erschien die erste deutsche Übersetzung 1901 unter dem Titel Tagebuch einer Kammerjungfer.

## Zitat
- „Man behauptet, die Sklaverei sei abgeschafft. Welch ein Hohn! Und die Dienstboten, was sind sie denn, wenn nicht Sklaven? Sklaven in der That, mit allem was die Sklaverei an niedriger Gesinnung, an Korruption, an rebellischen, von Haß erzeugten Gefühlen in sich schließt …“

## Verfilmungen
Der Roman wurde bereits einige Male verfilmt:
- 1916: Dnevnik gornitchnoi (Дневник горничной) von M. Martov in Russland
- 1946: Tagebuch einer Kammerzofe (USA) von Jean Renoir mit Paulette Goddard und Burgess Meredith
- 1964: Tagebuch einer Kammerzofe (Frankreich) von Luis Buñuel mit Jeanne Moreau als Célestine, Georges Géret als Joseph und Michel Piccoli als Hausherr.
- 2015: Tagebuch einer Kammerzofe (Frankreich) von Benoît Jacquot mit Léa Seydoux als Célestine und Vincent Lindon als Joseph.

## Aktuelle Buchausgabe
- Tagebuch einer Kammerzofe, Roman, bearbeitet von Ronald Putzker, Tosa, Wien 2006, ISBN 978-3-85003-051-9.